# Winpooch
Winpooch fue un software libre para Microsoft Windows que detectaba y bloqueaba spyware y troyanos. Se podía asociar con el software antivirus ClamWin, BitDefender y Kaspersky para proporcionar protección en tiempo real, vigilando la actividad en el sistema. 
Actualmente no se encuentra en desarrollo y no es compatible con Sistemas Operativos superiores a Windows XP SP2.    

## Detalles de Winpooch
- Licencia: GNU General Public License (GPL)
- Idioma: Francés, inglés, italiano, polaco, español
- Sistema operativo: 32-bit Microsoft Windows (NT/2000/2003/XP).
- Lenguaje de programación: C